# Meliosma abbreviata
Meliosma abbreviata är en tvåhjärtbladig växtart som beskrevs av Ignatz Urban. Meliosma abbreviata ingår i släktet Meliosma och familjen Sabiaceae. Inga underarter finns listade.